# Urville (Manica)
Urville è un comune francese di 196 abitanti situato nel dipartimento della Manica nella regione della Normandia.

## Società

### Evoluzione demografica
Abitanti censiti